# إيلينا شالاموفا
إيلينا فلاديميروفنا شالاموفا (الروسية: Елена Владимировна Шаламова، ولدت في 4 يوليو 1982 في أستراخان) هي لاعبة جمباز إيقاعي روسية فازت بميدالية ذهبية في دورة الألعاب الأولمبية الصيفية 2000.